# Молерова улица (Београд)
| МОЛЕРОВА · улица | МОЛЕРОВА · улица          |
| ---------------- | ------------------------- |
|                  |                           |
| Општина          | Врачар                    |
| Почетак          | Булевара Краља Александра |
| Крај             | Макензијева               |
| Дужина           | 650 m                     |
| Створена         | 1888                      |
| Названа          | 1896                      |
| Стари називи     | Охридска                  |
|                  |                           |
|                  |                           |
|                  |                           |

Молерова улица налази се на Врачару код Каленић пијаце, у Београду. 
Простире се од Булевара Краља Александра до Макензијеве улице и сече Хаџи Ђерину, Кичевску, Крунску и Његошеву улицу.
Молерова улица није прометна и сматра се једном од најлепших улица у Београду.

## Име улице
Стари назив улице био је Охридска и пружала се од Макензијеве улице до Крунске улице (1888–1896)). Садашње име, Молерова улица добила је 1896. године. 
Петар Николајевић Молер – био је први председник српске владе (тадашње Народне канцеларије) 1815 и 1816. године. Као сликар осликао Карађорђеву задужбину у Тополи и иконостас у манастиру Ћелије. Био је један од најхрабријих и најобразованијих војвода из Првог и Другог српског устанка, такође је био истакнути члан опозиције и трагично је страдао због својих опозиционих деловања против власти Милоша Обреновића. Занимљиво је да друга улица паралелна са Молеровом у правцу према Каленић пијаци носи назив управо по Милошевој мајци, Баби Вишњи.

## Молеровом улицом
У Молеровој улици у броју 88 живео је и радио српски композитор Станислав Бинички, а у броју 43 у стану Воје Мрчарице поводом напада Немачке на Совјетски Савез одржана је седница ЦК КПЈ којом је председавао Јосип Броз Тито 22. јуна 1941. године.
Овде су живели и Момчило Настасијевић и Мир-Јам (Мирјана Јаковљевић).

### Парк српско-грчког пријатељства
На углу Молерове и улице Коче капетана налази се Парк српско-грчког пријатељства. Ова зелена површина на којој раније није било никаквих садржаја, 2016. године је уређена новим травњаком, дечијим игралиштем, клупама, асфалтираним стазама. 
Дужина улице око 650 метара.

## Галерија
- Симболично прекречена таблa Молерове улице.
- Табла у Молеровој улици
- Молерова улица у Београду
- Табла у Молеровој улици
- Молерова улица
- Молерова улица